# Boljoo
Boljoo (монг. Бoлзоо — свидание) — популярная среди монголов бесплатная компьютерная программа-мессенджер для обмена мгновенными сообщениями. Программа, как и многие программы-мессенджеры, написана на языке java. Единственная программа, предназначенная для передачи сообщений традиционной монгольской письменностью.

## История
Создана программистом из Внутренней Монголии Сэчэнту. Весной 2007 года он представил первую версию интернет-сообществу. Чат мгновенно приобрел популярность сначала среди монголов АРВМ, а затем в «Boljoo» начали регистрироваться жители Монголии. Позже выпущена новая, улучшенная версия «Boljoo». Программа очень проста в использовании; большую часть монгольских букв можно набрать соответствующими латинскими буквами, набранный текст отображается в окне — нет необходимости знать различные формы букв в начале, середине и в конце слова, так как программа автоматически подставит нужные варианты.
В октябре 2011 года китайские власти заблокировали Boljoo на территории страны.